# Франческа Каччіні
Франческа Каччіні (італ. Francesca Caccini, 1587—1640) — італійська композиторка, поетеса, співачка й лютністка. Донька композитора Джуліо Каччіні, вона вчилася музиці у батька, дебютувала як співачка на весіллі Генріха IV і Марії Медічі, її голос високо цінував Клаудіо Монтеверді.
В історію музики вона увійшла як перша жінка-композиторка, що стала автором опери — це була комічна опера «Звільнення Руджеро» (1625), складена до приїзду польського принца, майбутнього короля Владислава IV. У 1980-х роках ця опера була відроджена і поставлена в Кельні, Феррарі, Стокгольмі, Міннеаполісі, Варшаві. Також вона є автором мадригалів і мотетів.